# Incestophantes lamprus
Incestophantes lamprus là một loài nhện trong họ Linyphiidae.
Loài này thuộc chi Incestophantes. Incestophantes lamprus được Ralph Vary Chamberlin miêu tả năm 1920.